# Gonnosfanadiga
Gonnosfanadiga ist eine italienische Gemeinde (comune) mit 6090 Einwohnern (Stand 31. Dezember 2023) in der Provinz Medio Campidano auf Sardinien. Die Gemeinde liegt etwa 8 Kilometer nordwestlich von Villacidro und etwa 21 Kilometer südwestlich von Sanluri am Parco Geominerario Storico ed Ambientale della Sardegna.

## Geschichte
Zwei Gigantengräber in der Gemeinde deuten auf die frühe Besiedlung des Gemeindegebiets hin.

## Verkehr
Durch die Gemeinde führen die Strada Statale 196 di Genzano und die Strada Statale 197 di San Gavino e del Flumini.